# Leopoldo Cicognara
Le comte Leopoldo Cicognara, né à Ferrare le 17 novembre 1767 et décédé à Venise le 5 mars 1834), est un archéologue, historien, critique d'art et homme politique italien.
Il s'est distingué par son amour pour les arts. Après avoir rempli des fonctions politiques, il fut nommé membre, puis président, en 1808, de l'Académie des beaux-arts de Venise.
Son principal ouvrage est Storia della Sculptura, faisant suite à l'Histoire de l'art de Johann Joachim Winckelmann.

## Biographie
Né le 26 novembre 1767 à Ferrare d'une riche famille patricienne, Cicognara manifesta dès son enfance un goût marqué pour les arts du dessin ; mais son père, qui désirait le voir occuper de hautes charges dans l'État, n'en tint aucun compte, et l'envoya faire son droit à l'université de Pavie. Le jeune Cicognara cultiva, outre cette science, les mathématiques et la physique ; et, après avoir pris ses degrés, il se rendit à Rome, où il se livra en commun avec Camuccini, Benvenuti et Sabatelli à la peinture et à des recherches sur l'histoire des beaux-arts. 
De Rome, Cicognara alla d'abord à Naples, puis en Sicile (1791) où la reine Marie-Caroline le distingua au point d'exciter la jalousie de son favori Acton, ce qui le contraignit à quitter le pays plus tôt qu'il ne l'aurait voulu. Il retourna par Florence, Milan et Bologne, à Ferrare, fit ensuite une excursion à Venise, et s'établit vers 1795 à Modène.
Il devint successivement, de 1796 à 1808, membre du comité d'armement général de cette ville, du corps législatif de la république cisalpine, ministre plénipotentiaire à Turin, député aux comices de Lyon et conseiller d'État, charge dont il se démit en 1808, pour occuper celle de président de l'académie des beaux-arts de Venise. Là, enfin, il se trouva dans son élément : il réorganisa cet établissement, en agrandit le palais, le dota de maîtres de tableaux, de dessins, de bronzes, de marbres ; il aida la jeunesse de ses conseils, de sa protection, de son or ; il fut l'âme de cette académie dont il devait être séparé trop tôt par le gouvernement autrichien.
À Venise, la maison de Cicognara fut constamment le rendez-vous du grand monde, et de tout ce que cette ville possédait de distingué dans les sciences et les arts. Il avait épousé une veuve, madame Foscarini, remarquable par sa beauté autant que par son esprit, mais qui avait la manie de faire de l'opposition contre Napoléon. La police impériale, qui soupçonnait Cicognara de partager les opinions de sa femme, le fit enfermer au château de Milan ; mais il obtint sa liberté  et, peu de temps après, Napoléon lui conféra l'ordre de la Couronne de fer.
Dès qu'il fut sorti de prison, Cicognara se mit de nouveau à étudier l'histoire de l'art, et dans ce but il entreprit en 1815, aussitôt après le rétablissement de la paix générale, un voyage en Allemagne, en France, dans les Pays-Bas et en Angleterre. C'est dans ce voyage qu'il compléta sa bibliothèque d'ouvrages d'art, collection unique dans son genre, à la formation de laquelle il avait travaillé toute sa vie, et que plus tard, en 1827, il se vit obligé de vendre, au prix modique de 400 000 francs.
De retour à Venise, il fut soupçonné de carbonarisme, parce qu'un de ses homonymes faisait partie d'une vente de cette ville. En butte à mille tracasseries de la part du gouvernement autrichien, qui s'obstinait trouver en lui un révolutionnaire, il se retira dans les États pontificaux, et séjourna alternativement à Rome et dans les villes voisines. À cette époque il perdit sa femme, et épousa en secondes noces une jeune personne d'origine bourgeoise.
En 1830, des recherches qu'il se proposait de faire sur les anciens monuments de Venise le ramenèrent dans cette ville, où, bientôt après, il fut atteint d'une phtisie pulmonaire qui mit un terme à ses jours, le 5 mars 1834. Ses obsèques furent célébrées dans la basilique Saint-Marc. L'académie de Venise lui avait déjà fait ériger pendant sa vie une statue qui décore l'une de ses grandes salles d'exposition.
Cicognara était chevalier de plusieurs ordres, membre de l'Institut de France et de beaucoup d'autres académies. ll eut de sa seconde femme un fils, qui est entré au service de l'Autriche. M. P. Zanini a publié une notice nécrologique sur Cicognara dans le vol. des Progrès des sciences, des lettres et des arts, etc., ouvrage périodique, publié à Naples de 1832 à 1831.

## Œuvres

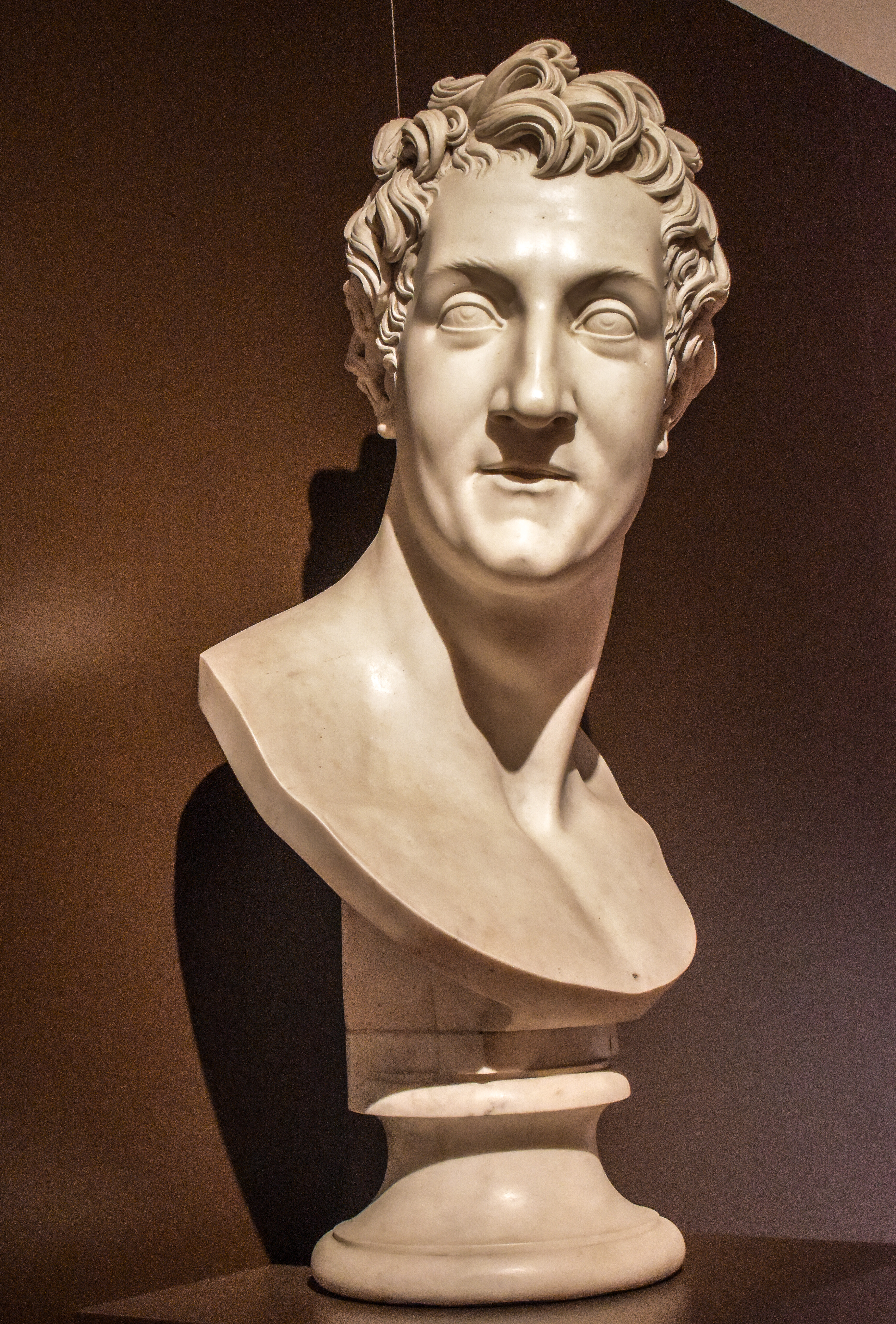
Buste de Leopoldo Cicognara par Antonio Canova

Cicognara est auteur de plusieurs ouvrages, parmi lesquels son Histoire de la sculpture depuis la renaissance de cet art jusqu'au siècle de Canova a fait une immense sensation dans le monde scientifique, et lui a valu, tant en Italie qu'en dehors de ce pays, une grande renommée. Ce furent ses amis Pietro Giordani, d'Agincourt et Friedrich Schlegel qui l'encouragèrent à composer cet ouvrage, pour faire suite à ceux de Winckelmann.
Parmi ses autres ouvrages, il faut citer :
- Mémoire pour servir à l'histoire de la chalcographie, Prato, 4821, in-8°. On y trouve des recherches curieuses sur l'origine, la composition et la décomposition des nielles. Ce livre peut être regardé comme une suite à l'excellent ouvrage sur le même sujet de Duchesne aîné[4].
- Les Édifices les plus remarquables de Venise, mesurés et gravés par des membres de l'académie royale des beaux-arts à Venise (Venise, 1820, 2 vol. in-fol.). La plupart des observations historiques et artistiques qui accompagnent les gravures sont de Cicognara ; les autres ont été fournies par deux architectes distingués, Antonio Dindi, secrétaire de l'académie, et Antonio Selva.
- Les Chefs-d'œuvre de Canova, avec un appendice contenant la liste de tous les ouvrages exécutés par ce sculpteur, Venise, 1823, in-8°.
- Lettre sur le portrait de Laure, opuscule écrit au sujet du beau portrait dont l'abbé de Marsand a orné son édition des Rimes de Pétrarque. Cicognara, qui précédemment avait jugé ce portrait authentique, se déclare dans la lettre contre son authenticité mais il trouva un contradicteur dans Meneghelli, qui, après avoir examiné et comparé tous les portraits connus de Laure, finit par adopter la première opinion de Cicognara, et rendit hommage à la sagacité de l'abbé Marsand.
- Catalogue raisonné des livres d'arts et d'antiquités que possède le comte de Cicognara, Pise, 1821, 2 vol. in-8°. Ce catalogue se compose de deux parties indiquées par le titre même : les beaux-arts d'abord. et ensuite l'antiquité. Dans la première figurent, après les grands ouvrages sur l'art en général, les traités ou mémoires sur le dessin, la peinture, la gravure et l'architecture ; les poèmes relatifs aux arts, les poétiques, les mythologies ; des recueils de lettres, descriptions, relations, mémoires et journaux ; enfin des séries de gravures représentant des emblèmes, des hiéroglyphes, des inscriptions, etc. La seconde partie contient les meilleurs ouvrages sur les antiquités en général, et notamment sur les costumes ; des collections de monuments égyptiens, indous, grecs, étrusques, romains et autres. Les titres des livres et des gravures sont accompagnés de notes qui renferment des détails intéressants sur les ouvrages et leurs auteurs.
- Hommage des provinces vénitiennes à S. M. Charlotte-Auguste, Venise, 4818, in-fol. Dans cette année, la ville de Venise fit à l'impératrice d'Autriche hommage de plusieurs statues, bas-reliefs, pierres gravées, objets d'orfévrerie, etc., exécutés par de célèbres artistes vénitiens. Cicognara, qui fut chargé de les transmettre à la princesse, y joignit l'ouvrage dont nous venons d'indiquer le titre, et qui contient dix-huit planches représentant tous les objets offerts, ainsi qu'un texte explicatif. Ce livre, imprimé sur grand papier vélin avec un luxe extraordinaire, n'a été tiré qu'à un très petit nombre d'exemplaires, qui ne sont jamais entrés dans le commerce, de sorte qu'ils sont devenus une curiosité de bibliophile.
- Discours prononcé sur la tombe du marquis Canova, dont il a publié les chefs d'œuvre, et pour qui son admiration était une espèce de culte. Il recueillit, dans toutes les parties de Europe, des dons pour construire le superbe monument funèbre qui a été élevé à ce célèbre artiste.
- Le Beau, Pise, 1808, in-8°.
- (avec l'abbé Baruffaldi) Mémoires historiques sur la littérature ferraraise, Ferrare, 1790, in-fol. Cet ouvrage paraît avoir été composé principalement dans le but de réfuter des doctrines littéraires et artistiques émises par l'abbé Denina ; il contient des faits très curieux relatifs à l'histoire politique de la ville natale de l'auteur.
- Aux Amis de la liberté italienne, Turin, 1799, in-8°, brochure qui a pour objet de prouver l'utilité de la réunion du Piémont à la France : c'est le seul écrit sur la politique qui soit sorti de la plume de Cicognara.
- Les Heures du jour, Palerme, 1794, in-8°, recueil de poésies.

Cicognara a publié en outre un grand nombre de brochures, parmi lesquelles se trouvent des dissertations assez bien faites sur plusieurs monuments, tels que les chevaux antiques de St-Marc, le Panthéon, les Propylées, la statue de Polymnie de Canova, ainsi que la vie de Lazare de Constantinople, moine et peintre.
Il a aussi fourni des articles à la plupart des journaux littéraires et scientifiques qui, de son temps, ont paru en Italie. Tous ses ouvrages sont en langue italienne.